# Gymnochaetopsis analis
Gymnochaetopsis analis là một loài ruồi trong họ Tachinidae.